# Uzita

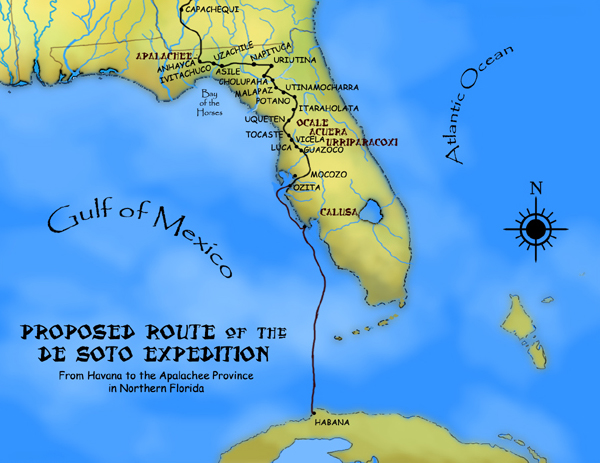
Una ruta proposada per a la primera etapa de l'expedició de De Soto, basat en el mapa de Charles M. Hudson de 1997

Uzita (Uçita) era el nom d'un cacicat del segle xvii, de la seva ciutat principal i del seu cap. La seva ciutat cap era a la desembocadura del riu Little Manatee al cantó meridional de la badia de Tampa, Florida. Es creu que el territori d'Uzita s'estenia des del riu Little Manatee a la badia de Sarasota. Uzita era part de la cultura Safety Harbor. El poble d'Uzita va ser dels primers habitants de Florida que es trobaren tant amb l'expedició de Narváez en 1528 i l'expedició d'Hernando de Soto en 1539. la vila d'Uzita consistia en la casa del cap en un monticle, set o vuit cases, i un "temple" (pel que sembla una ossera). Les cases eren de fusta i palla de palma, i probablement allotjaven cadascuna un gran nombre de persones. Els uzitans utilitzaven arcs i fletxes. Els espanyols va descriure els arcs com a molt llargs. Algunes fletxes eren canyes tan afilades que podrien perforar un escut, o una estella i penetrar en una cota de malla, mentre que altres tenien puntes d'os o de pedra de peix. Els Uzitans practicaven els sacrificis humans. Juan Ortíz, qui havia estat enviat en un petit vaixell per buscar els desapareguts de l'expedició de Narváez, va ser capturat pels uzitans. Des de fa alguns anys els uzitans li havien encarregat protegir els cossos a l'ossera dels animals salvatges a la nit. Utiza, el cap, planejava rostir Joan Ortiz sobre una graella, però la filla del cap va demanar al seu pare que no sacrifiqués Ortíz. Quan el cap més tard planejà tornar a sacrificar Ortíz, la filla del cap va ajudar Ortíz a escapar al cacicat veí de Mocoso. Uzita no és esmenat als registres espanyols després de la marxa de l'expedició de De Soto. A començament del segle xvii l'àrea on havia estat Uzita era coneguda com a Pojoy.